# L'Eau vive
Pour les articles homonymes, voir Eau vive.
Pour plus de détails, voir Fiche technique et Distribution.
L'Eau vive est un film français réalisé par François Villiers et sorti en 1958.

## Synopsis
Dans la vallée de la Durance, en réaménagement à cause de la construction du barrage de Serre-Ponçon, le décès d'un propriétaire terrien fait que sa jeune fille Hortense devient la seule héritière des 30 millions de francs perçus comme indemnité d'expropriation. La richesse de la mineure éveille la convoitise de certains membres de la famille. Ils vont user de tous les stratagèmes, de la séduction à la violence, pour essayer de s'approprier son magot. Mais Hortense, éprise de liberté comme l'eau vive de la Durance, glissera toujours entre leurs doigts pour trouver finalement l'accalmie auprès de son oncle chéri, le berger Simon.

## Fiche technique
- Titre original : L'Eau vive
- Réalisation : François Villiers
- Collaboration technique : Les Films du Soleil
- Scénario : Jean Giono, Alain Allioux
- Dialogues : Jean Giono
- Décors : Pierre-Louis Thévenet
- Photographie : Paul Soulignac
- Son : Marignan
- Montage : Édouard Berne
- Musique : Guy Béart
- Affichiste : Clément Hurel
- Production délégué : Claude Clert
- Société de production : Les Films Caravelle (France)
- Sociétés de distribution : Gaumont (France), Labrador Films (France), Katz Group/Les Films du Scorpion (vente à l'étranger)
- Pays de production :  France
- Langue originale : français
- Format : 35 mm — couleur par Eastmancolor et autres couleurs pour les images d’archives[1] — 1.85:1 (Franscope[2]) — son monophonique
- Genre : comédie dramatique
- Durée : 96 minutes
- Date de sortie :
  - France : 13 juin 1958[3]
- Télédiffusion : 1er film de long métrage diffusé le dimanche 1er octobre 1967 pour le lancement de la télévision française en couleur (deuxième chaîne de l'ORTF)[4]
- (fr) Classifications CNC : tous publics, Art et Essai (visa d'exploitation no 18360 délivré le 29 mars 1958)
- Affiche : Guy-Gérard Noël (France)

## Distribution
- Pascale Audret : Hortense
- Charles Blavette : l'oncle Simon, le berger
- Andrée Debar : la cousine de Rochebrune
- Henri Arius : l'oncle de Cavaillon
- Milly Mathis : la tante de Cavaillon
- Hubert de Lapparent : Élie, le cultivateur
- Germaine Kerjean : la tante de Rochebrune
- Jean-Marie Serreau : le Jéhovah de Pertuis
- Odette Barencey : Joséphine
- Jean Clarens : le notaire
- Hélène Gerber : la femme d'Élie le cultivateur
- Robert Lombard : Georges, le cousin de Rochebrune
- Harry Max : le juge de paix
- Pierre Moncorbier : le viticulteur
- Jean Panisse : Casimir, le boucher
- Maurice Sarfati : Victor, le cousin de Cavaillon
- Madeleine Silvain : la bouchère
- Arlette Thomas : la femme de Dobisse
- Jean Giono (non crédité) : le narrateur voix off
- Dany Saval (non créditée)
- Jean Toscan (non crédité)

## Musique du film

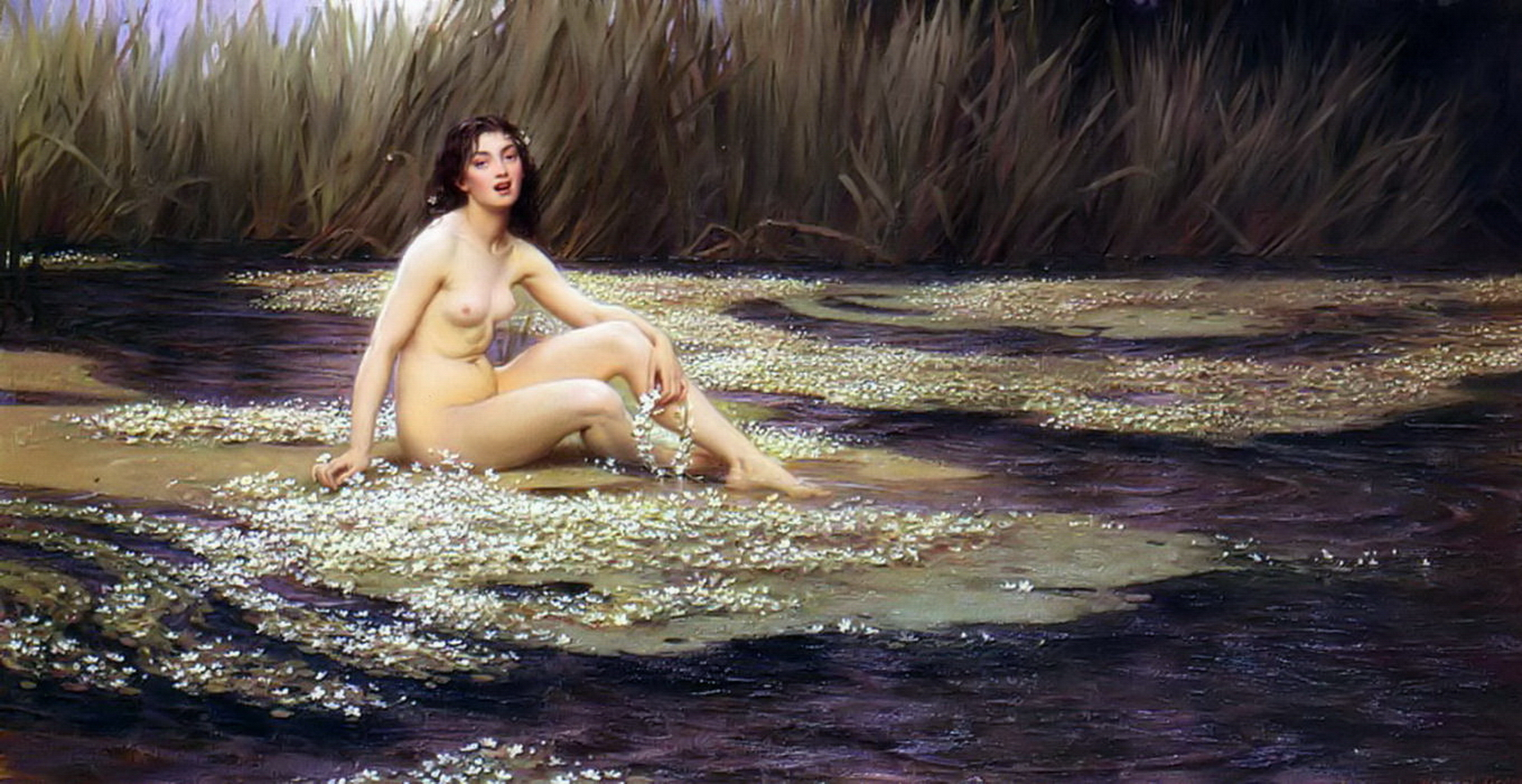
Nymphe des eaux
par Herbert James Draper (1908)

En 1958, parallèlement à la sortie du film, Guy Béart, compositeur de la BO, écrit des paroles sur le thème principal et enregistre la chanson sur un 45 tours qui, porté par le succès, donnera lieu à plusieurs pressages la même année. Plus que le film, c’est la chanson qui s’inscrit dans la mémoire collective. C’est une allégorie chantée par le berger, oncle d’Hortense, qui identifie sa nièce à la Durance : « Ma petite est comme l’eau, elle est comme l’eau vive… », comme Jean Giono le confirme en voix off : « Tout le long de cette Durance vivent des familles humaines. […] Pour les uns, ils ne voient que de la matière à turbiner, les autres se représentent la rivière comme elle est dans les allégories, semblable à une jeune fille ». Guy Béart s'inspire du film pour écrire la chanson, de la description d'Hortense faite par Jean Giono : « Même grâce, même jeunesse que la jeune Durance, et probablement mêmes caprices », ainsi que de différentes scènes, notamment quand Hortense court près de la Durance qui n'est encore qu'un ruisseau de montagne, quand elle s’endort tout près de l'eau, et quand la rivière vient la libérer de la cave où on la séquestrait. La chanson est devenue un classique national.

## Distinctions

### Récompense
- Golden Globe Award 1959 : Samuel Goldwyn International Award[7].

### Sélection
- Festival de Cannes 1958 : sélection officielle en compétition[8]

## Production

### Genèse
« Le producteur délégué Claude Clert remercie Électricité de France dont la courtoisie nous a permis de filmer pendant trois ans les images techniques de ce film qui s'inscrivent dans l'histoire de cette Eau vive que Jean Giono vous présente. »

— Incipit du film.
- L'eau vive de l'EDF : en évaluant les besoins énergétiques de la France pour les années 1950, la Commission de modernisation et d'équipement de l'électricité prévit d'augmenter la production hydroélectrique. L'Eau vive, commandité par EDF, fait partie des 39 films liés à cette période d'intense activité de constructions hydroélectriques. Tournée de 1955 à fin 1957 avec, en toile de fond, la construction du barrage de Serre-Ponçon (Hautes-Alpes) commencée en 1955 et la prochaine canalisation de la Durance, cette propagande romancée connut un grand succès[9].
- Charles Blavette[10] : « Je vais faire un tour à Manosque et y reste. Je vois souvent Jean Giono. Il me parle d'un film qui va se faire… C'est le contrat de L'Eau vive que je signe avec les films Caravelle, pour le rôle de l'oncle Simon, le berger. »

### Tournage
- Période de prises de vue : 1955 à 1957.
  - Extérieurs :
    - Alpes-de-Haute-Provence : barrage de Chaudanne, Le Lauzet-Ubaye.
    - Hautes-Alpes : Gap, barrage de Serre-Ponçon.
    - Bouches-du-Rhône : plaine de la Crau.
    - Vaucluse : Cavaillon, Mérindol[11].
- Pour les séquences de l'inondation, c'est le barrage de Chaudanne (achevé en 1951 et mis en service en 1952) dans les Alpes-de-Haute-Provence qui est la « doublure » du barrage de Serre-Ponçon mis seulement en service en 1960.
- La scène d'inondation de la cave a été tournée à la piscine municipale de Gap, dont le bassin fut transformé en décor pour l'occasion. Pascale Audret bénéficiait, pour certaines scènes, de l'aide d'une jeune fille de Gap, Édith Isnard, fille des gérants de la piscine, engagée comme doublure. Pour cause d'engagement de Pascale sur d'autres tournages, Édith la remplaça dans les séquences de la cave inondée, de la descente en scooter de Serre-Ponçon ainsi que dans une partie de la fin du film (plaine de la Crau). La participation d'une jeune fille du pays à ce film, relatant la construction d'un barrage qui bouleversa les structures socio-économiques du département des Hautes-Alpes, au-delà de l'aspect symbolique, laisse encore aujourd'hui une trace très vivante dans la mémoire des habitants de la Haute-Durance.

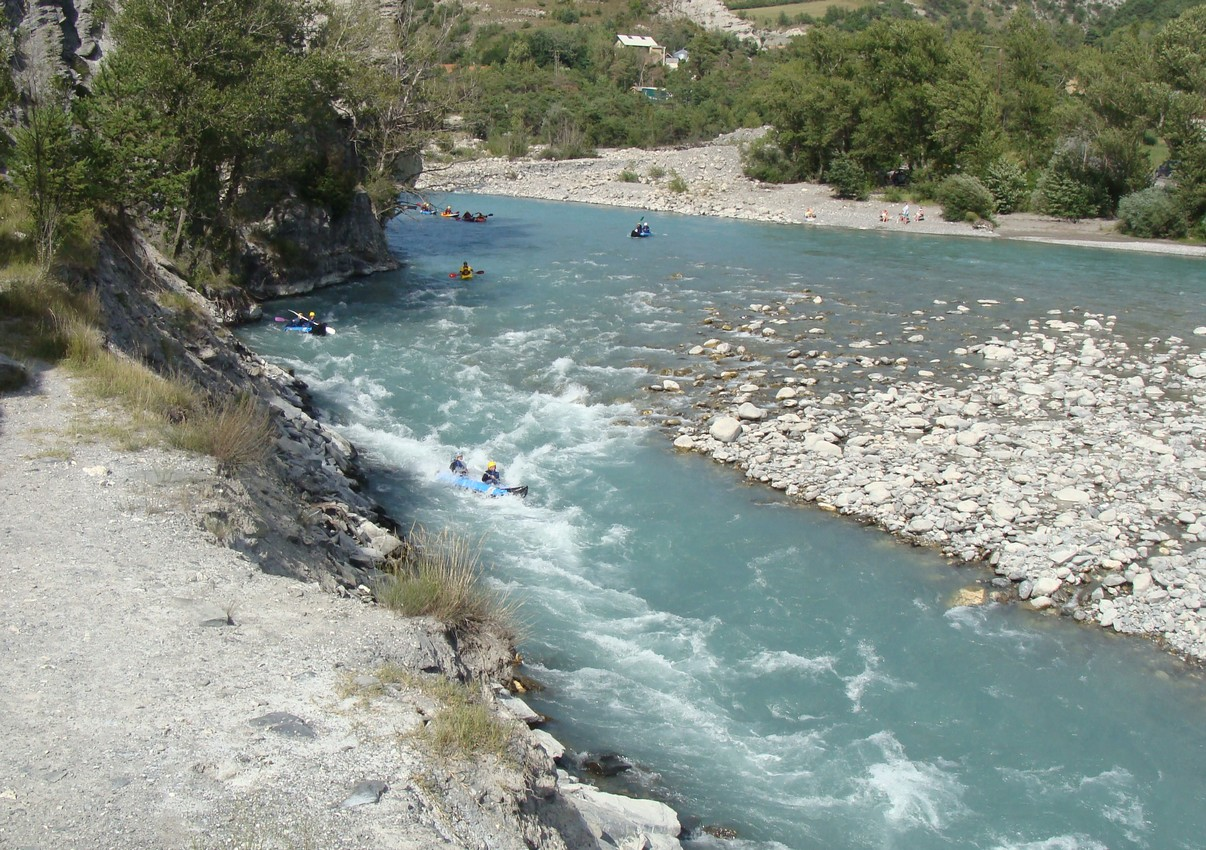
La Durance près d'Embrun (Hautes-Alpes)

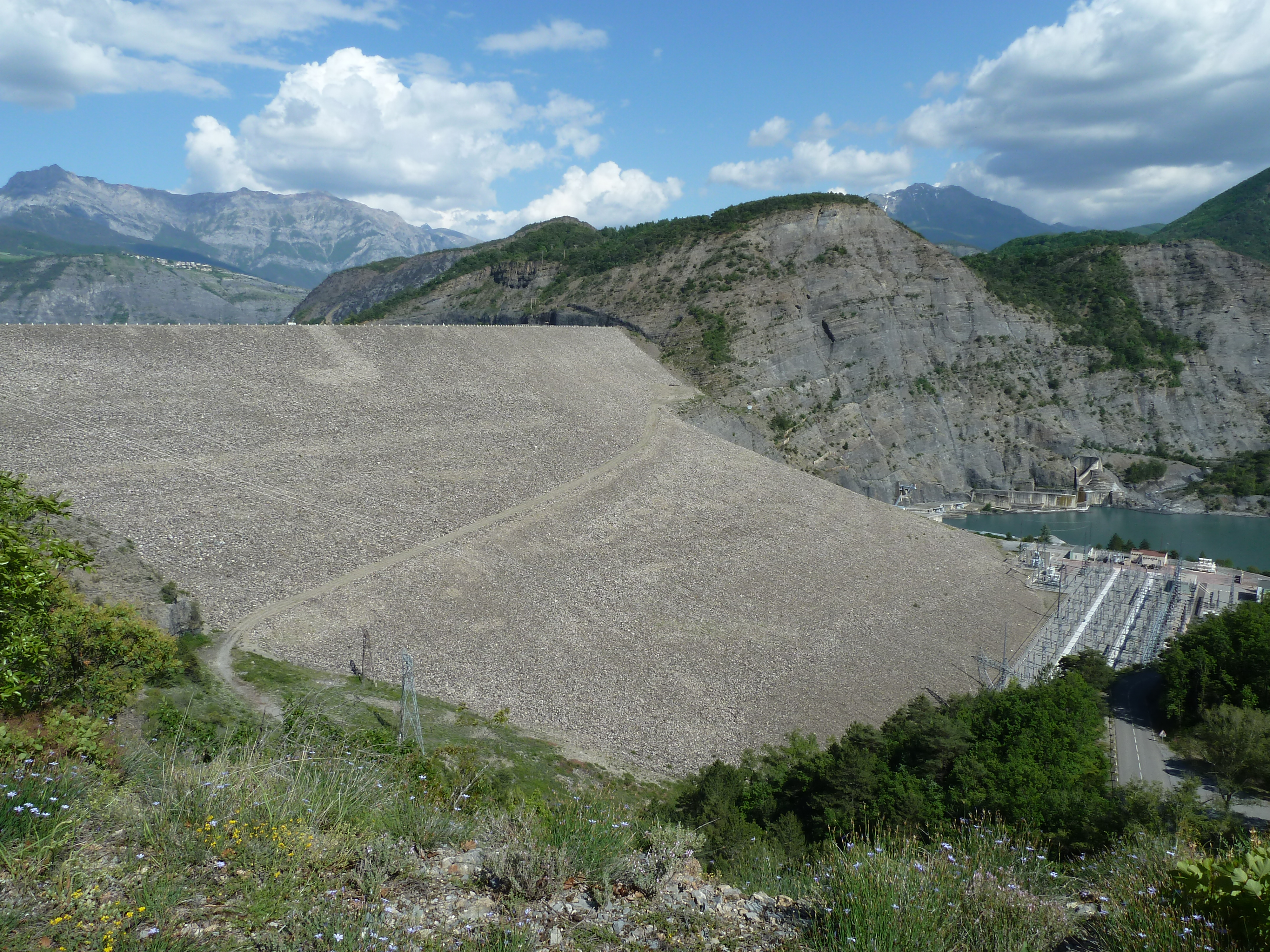
Barrage de Serre-Ponçon

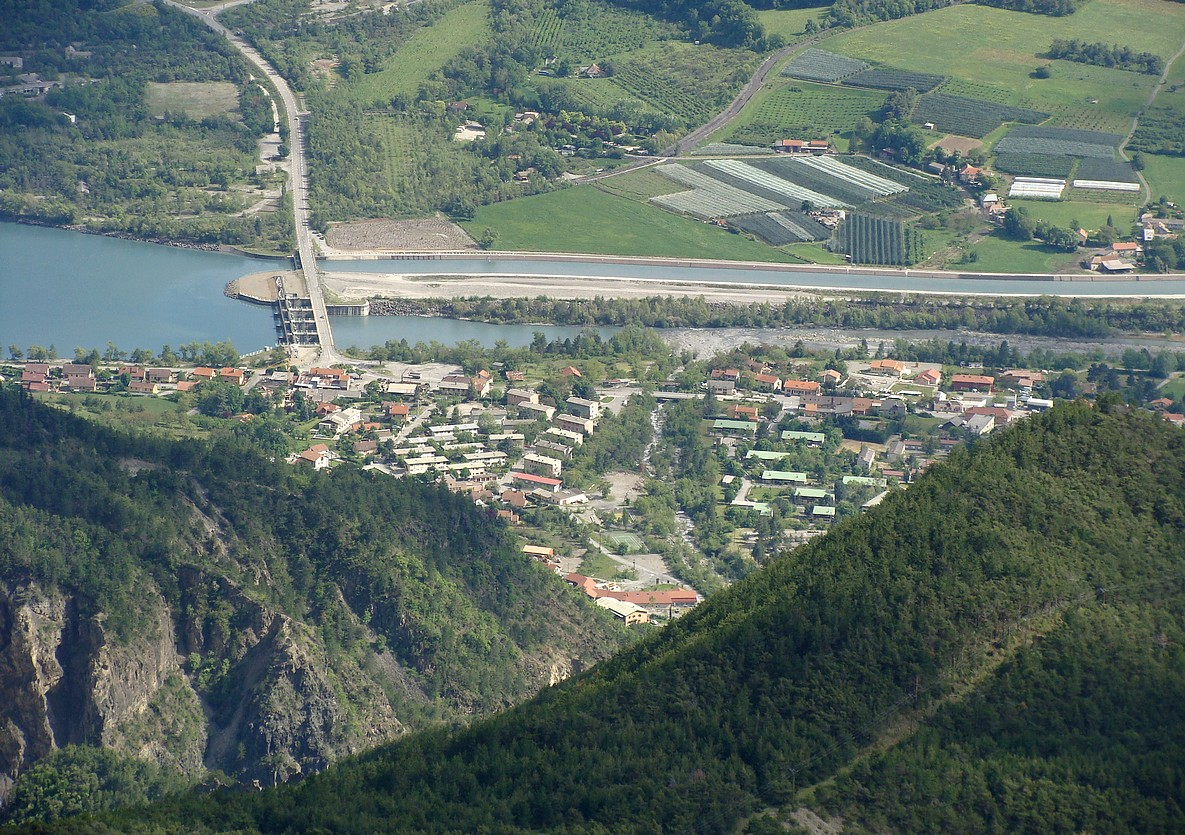
Prise du canal EDF de la Durance au bas du mont Colombis (Hautes-Alpes)

- Notes de tournage de Charles Blavette[10] : « Ce rôle me prend entièrement et me redonne du goût. Je découvre la Haute-Provence. Pascale Audret (ma nièce Hortense dans le film) me semble assez sauvage.
Je reçois un télégramme à Manosque, pour me rendre chez M. Ventre, berger à Coudoux (près Aix-en-Provence). […] M. Ventre me désigne « quelques bêtes » du côté de Berre et me dit « d'aller me promener avec ! » Il y a là trois cents moutons, mais aucun ne veut promener ! M. Ventre, son fils et son berger Titin me montrent comment faire pour emmener un troupeau. Je réussis avec Pascale qui commence à être un peu « grenouille[12] », nous faisons enfin « promener » les moutons. Pendant quelques jours nous ne faisons que ça.
Puis nous allons du côté des Martigues faire des essais de costumes et de caméra. Plus de vingt ans après Toni[13], je me retrouve à l'hôtel Sainte-Anne aux Martigues. […] Nous quittons de bon matin l'hôtel Sainte-Anne.
François Villiers repère les décors. […] Embrun, Briançon, Savines, Névache (Hautes-Alpes) où, en montant vers le col et la frontière italienne, une tempête de neige nous oblige à faire demi-tour. Nous sommes le 5 juin ! […] François nous emmène à pied vers la source de la Durance (deux heures de marche). Dans l'après-midi, après divers repérages de décors, nous redescendons, toujours pédibus, au Bivouac Napoléon où nous arrivons « lessivés ».
François Villiers, Alain Allioux et Paul Soulignac discutent technique… […] Nous repartons en tenue de tournage, c'est le premier tour de manivelle, à 23 heures, au bord de la Durance du côté de l'île Rousset, nous réintégrons Gap à 5 heures et demie du matin, assez défraîchis, l'œil vague et escagassés ! Nous remettons ça le soir même à Savines et ainsi pendant quatre nuits avec rentrée à six heures du matin. […] François Villiers est infatigable.
Nous tournons du côté de l'Argentière et divers points de la région tout le jour, et nous émigrons sur La Vachette où, après la journée de tournage, nous retrouvons à Névache l'hôtel Mouthon. […]
Après huit jours passés à cet endroit, et un mois de tournage consécutif, c'est fini pour cette année[14]. […]
Je passe l'hiver à Manosque et au printemps, juste au moment des asperges sauvages, il faut que j'aille à Paris pour répéter les scènes que nous devons filmer cette année pour L'Eau Vive. Nous répétons une vingtaine de jours. […]
Puis je pars pour Manosque, mais en gare de Veynes, un télégramme m'attend. Je dois rejoindre Briançon et non Manosque. […] La cavalcade recommence pendant des mois, avec une sarabande de kilomètres et d'hôtels à travers les Hautes-Alpes, les Basses-Alpes, les Bouches-du-Rhône. […]
Pour la fin du film, nous allons coucher à Arles. […] Nous abordons la Crau. Le mistral d'octobre est assez maigre. Les raccords que j'ai à faire, raccordent avec les prises de vue « d'été ».
— Vous êtes en bras de chemise, me dit gentiment la script, les boutons déboutonnés, manches retroussées ; il fait très chaud, souvenez-vous.
J'ai en effet grand besoin de me souvenir « qu'il faisait très chaud », car, pour le moment, avec le zéphyr de la Crau, je dois ressembler à un morceau de tôle ondulée. On répète et on essaie de tourner, mais les moutons donnent du fil à retordre aux caméras, ils ne passent pas où il faut. Nous recommençons et enfin, avec de la patience, François Villiers finit par obtenir ce qu'il veut. »[15]

## Accueil et citations
En 1995, à l'occasion du centenaire de la naissance de Jean Giono, dans le supplément du quotidien Le Provençal, Jean Contrucci se penche sur les tentatives cinématographiques de Giono et note, à propos de L'Eau vive : « Un film documentaire sur la construction du barrage de Serre-Ponçon devient — enfin ! — un film de fiction signé Giono, mis en scène par François Villiers : L'Eau vive. À son propos, François Truffaut, alors grand pourfendeur de médiocrités cinématographiques, écrivit dans Arts [magazine] : Giono est l'écrivain qui pourrait apporter le plus au cinéma. Un conditionnel qui induit que cet apport n'est pas encore réalisé… »
Jean-Luc Godard le considère comme le meilleur film français de l'année 1958.
- « Au début des années 1950, EDF entreprend l’aménagement hydroélectrique de la Durance et la construction du barrage de Serre-Ponçon. Giono s’en inquiète, mais les grands chantiers le fascinent aussi et il accepte, sollicité par le réalisateur François Villiers, d’écrire un scénario de fiction : L’Eau vive. Il choisit de centrer son récit sur une jeune fille, Hortense, qui va personnifier la rivière (Hortense rime avec Durance) : “même grâce, même jeunesse que la jeune Durance et probablement même [fichu] caractère”.  Giono suit de près le tournage au cours de l’été 1956 et du printemps 1957. En 1958, L’Eau Vive reçoit un accueil chaleureux de la part de futurs cinéastes de la Nouvelle Vague (François Truffaut, Jean-Luc Godard) mais aussi de leur maître Jean Renoir, et représente la France au festival de Cannes de 1958 ». Extrait des textes de l'exposition Le cinéma de Jean Giono, en 2002, au Centre Jean Giono de Manosque[18].
- « Cher Giono, ma femme et moi avons vu L’Eau vive hier soir. Nous en sommes sortis ravis et amoureux de la Durance. Il y a longtemps que nous n’avions pas été aussi noblement émus. Je ne résiste pas au plaisir de vous dire notre grande joie. Bien amicalement, Jean Renoir (juin 1958) »[18].
- « Il y a dans ce film une tenue littéraire, un ton juste qui donnent une idée assez exaltante de ce que pourrait apporter dans le cinéma français un homme comme Giono, celui également qui se trouve le plus proche d’un Jean Renoir par la vigueur, la santé et la simplicité avec lesquelles il aborde la vie… » François Truffaut (Arts)[18].
- « […] le prodigieux et si rossellinien scénario de Giono… le film le plus formidablement neuf de tout le cinéma français d’après la Libération… l’important dans L’Eau vive, c’est de savoir donner au romanesque l’attrait de l’actualité, comme il se doit dans tout mariage forcé de la fiction avec la réalité… » Jean-Luc Godard (Les Cahiers du Cinéma)[18].

## Thèmes et contexte
Film aux moyens égaux à ses ambitions, adoptant le format des grandes productions hollywoodiennes de l'époque : Eastmancolor et Franscope (format d'image français concurrent du CinemaScope américain) avec un tournage s'étalant sur trois ans pour pouvoir restituer, à la demande d'EDF, l'ampleur du gigantesque chantier qui bouleversa la Provence durant des années : la construction du barrage de Serre-Ponçon retenant le troisième plus grand lac artificiel d'Europe, et la construction du canal de Provence (le Muséoscope du Lac de Serre-Ponçon note « travail de titan », « gigantisme » et « fourmilière humaine »). Œuvre à la gloire de la fée électricité, le réalisateur François Villiers remplit son contrat en imbriquant intelligemment fiction et réalité. La dimension colossale des travaux est savamment restituée grâce aux plans larges de la caméra de Paul Soulignac. La couleur locale est notamment donnée par les Provençaux Charles Blavette, Henri Arius et Milly Mathis tandis que les autres acteurs, dont l'héroïne Hortense-Pascale Audret, jouent sans lorgner du côté de Pagnol, car nous sommes bien dans l'univers de Giono : âpres luttes pour la liberté sur fond de paysages grandioses et sauvages. On se souviendra surtout des impressionnantes scènes d'inondation où l'on aura tremblé pour la vie de l'héroïne, anticipation conceptuelle des films catastrophe des années 1980 avec eau vive emportant tout sur son passage…

## Vidéographie
L'Eau vive, LCJ Éditions et Productions, 2013, 1 CD zone 2, couleur PAL, format 4/3 (1.85:1), Dolby Digital, 96 min  (EAN 3550460043163) [présentation en ligne].